# Grupa pnia

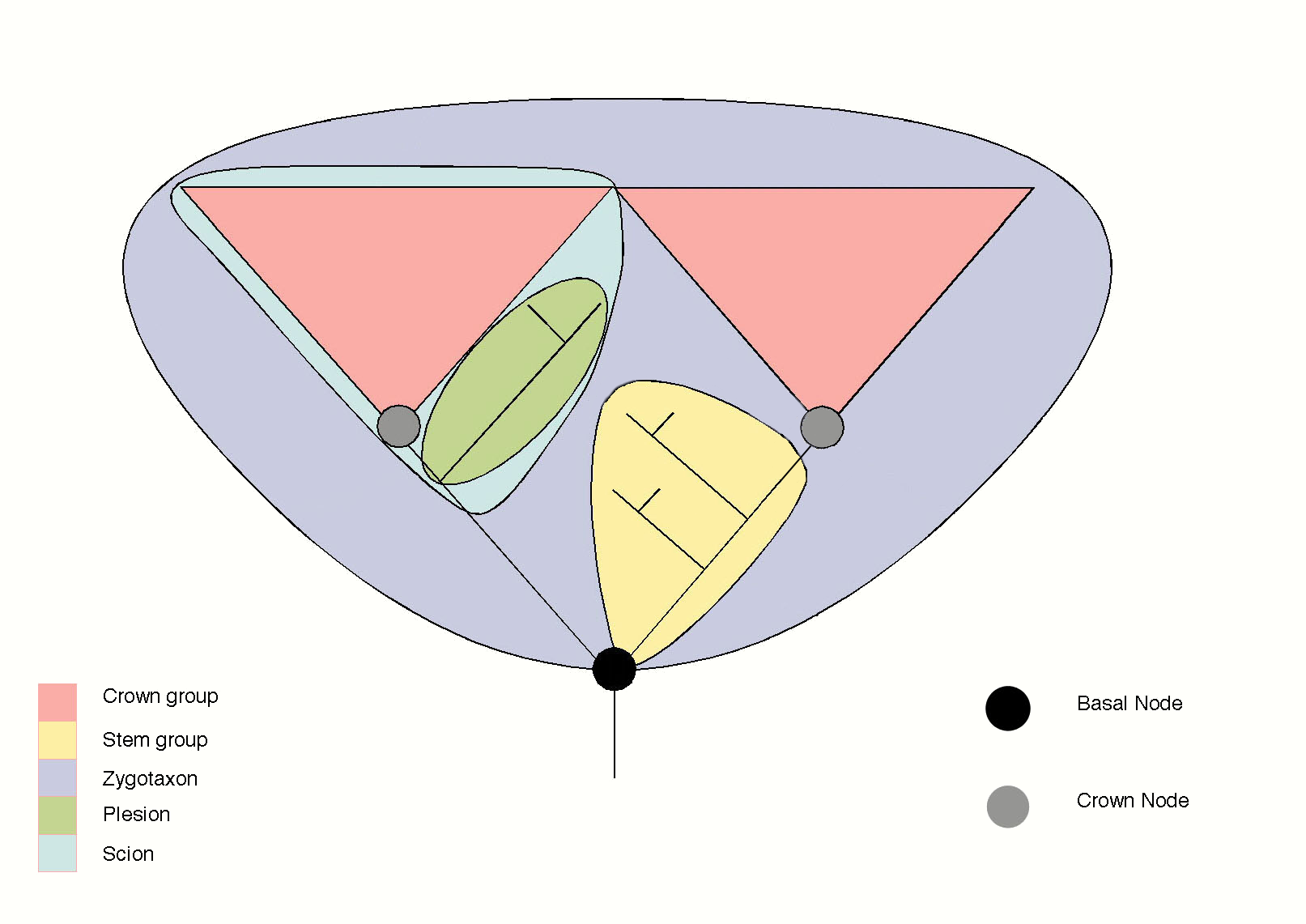
Grupa pnia oznaczona kolorem żółtym

Grupa pnia (ang. stem group) – fragment drzewa filogenetycznego obejmujący wymarłych przodków grupy koronnej, tj. żyjących organizmów określonej grupy o wspólnym pochodzeniu. Do grupy pnia zaliczane są wszystkie wymarłe grupy organizmów oddzielone w obrębie kladu zwieńczonego daną grupą koronną, aż po ostatniego wspólnego przodka z innym kladem obejmującym żywe organizmy (inną grupę koronną).
Przykładem grupy pnia dla grupy koronnej ssaków są synapsydy, a dla ptaków – teropody.